# Rauco (ort)
Rauco är en ort i Chile.   Den ligger i provinsen Provincia de Curicó och regionen Región del Maule, i den södra delen av landet, 170 km söder om huvudstaden Santiago de Chile. Rauco ligger 195 meter över havet och antalet invånare är 8 566.
Terrängen runt Rauco är kuperad åt nordväst, men åt sydost är den platt. Närmaste större samhälle är Curicó, 9,5 km sydost om Rauco. 
Trakten runt Rauco består till största delen av jordbruksmark. Runt Rauco är det ganska tätbefolkat, med 86 invånare per kvadratkilometer.